# Condado de Lavaca
O Condado de Lavaca é um dos 254 condados do estado norte-americano do Texas. A sede do condado é Hallettsville, e sua maior cidade é Hallettsville.
O condado possui uma área de 2 513 km² (dos quais 1 km² estão cobertos por água), uma população de 19 210 habitantes, e uma densidade populacional de 8 hab/km² (segundo o censo nacional de 2000).
O condado foi criado em 1842.